# Nintendo Research & Development 2
Nintendo Research and Development 2 (任天堂開発第二部 Nintendo Kaihatsu Dainibu?) (R&D2) var ett team inom Nintendo som utvecklade programvara och kringutrustning. R&D2 porterade flera av Nintendo R&D1 och Nintendo R&D3 spelade över till Famicom i början av 1980-talet. och Donkey Kong. Medan vanligtvis sysselsatte med systemoperativ mjukvara och tekniskt stöd, skulle teamet komma tillbaka till den tidiga utvecklingen på 1990-talet, där flera nya designers började med spelutveckling, den mest kända var Eiji Aonuma som utvecklade Marvelous: Another Treasure Island.